# 기시모토역
기시모토역(일본어: 岸本駅)은 일본 돗토리현 사이하쿠군 호키정에 위치한 서일본 여객철도 하쿠비 선의 철도역이다. 섬식 승강장 1면 2선의 구조를 갖춘 지상역이다.

## 타는 곳
| 1 | ■ 하쿠비 선 | 상행 | 니미 · 오카야마 방면 |                  |
| 1 | ■ 하쿠비 선 | 하행 | 요나고 방면          | 통상은 이 승강장 |
| 2 | ■ 하쿠비 선 | 하행 | 요나고 방면          | 대피 때만        |

## 역 주변
- 돗토리 은행 · 산인 합동은행
- 국도 제181호선

## 역사
- 1919년 8월 10일 : 하쿠비 키타선이 호키다이센 역 - 호키미조구치 역 간에 개업했던 때에 설치.
- 1928년 10월 25일 : 하쿠비 키타선이 하쿠비 선의 일부로 되어, 이 역도 그 소속으로 한다.
- 1987년 4월 1일 : 일본국유철도 분할 민영화에 의해, 서일본 여객철도가 승계.

## 인접 역
| 서일본 여객철도 하쿠비 선  | 서일본 여객철도 하쿠비 선 | 서일본 여객철도 하쿠비 선  |
| -------------------------- | ------------------------- | -------------------------- |
| 호키미조구치 오카야마 방면 | ■ 하쿠비 선               | 호키다이센 호키다이센 방면 |